# Den Danske Scenekunst Skoles Bibliotek
Den Danske Scenekunstskoles Bibliotek, i daglig tale Biblioteket for Scenekunst, er fagbibliotek for Den Danske Scenekunstskole og dækker skolens fagfelter. Siden Biblioteket for Scenekunst i 2011 blev sammenlagt med KADK Biblioteket er biblioteket offentligt tilgængeligt.

## Historie
Biblioteket for Scenekunst, tidligere Statens Teaterskoles bibliotek, flyttede i 1997 med Statens Teaterskole ud til Holmen. Biblioteket var fra 1997 til 2011 placeret i den nordlige ende af bygningen Kleinsmedjen, og adskilt fra Kunstakademiets Arkitektskoles bibliotek (KASB) med en glasvæg. Indgang til biblioteket var via porten på nordsiden. I 2011 blev biblioteket sammenlagt med KASB, som havde til huse i den sydlige del af Kleinsmedjen, og glasvæggen blev fjernet. Statens Teaterskoles bibliotek blev dermed per 1. april 2011 en del af et fælles bibliotek for arkitektur, design og scenekunst. I juni 2011 fusionerede Kunstakademiets Arkitektskole med Danmarks Designskole og Konservatorskolen, og Biblioteket for Scenekunst blev dermed en del af det nye KADK biblioteket. Statens Teaterskole ændrede navn til Statens Scenekunstskole i 2012 og til Den Danske Scenekunst Skole i 2015.
Scenekunstsamlingen understøtter Den Danske Scenekunst Skoles undervisning og dækker følgende områder: 
- Skuespil
- Dans
- Danseformidling & musikalsk akkompagnement til dans
- Instruktion
- Scenografi
- Lyd
- Lys & Koreografi
- Forestillingsledelse & rekvisit
- Sceneproduktion

## Samlinger
Samlingerne består af ca. 7.000 Titler hvoraf ca. 3000 er manuskripter
abonnement på ca. 25 nationale og internationale tidsskrifter
ca. 300 DVD’er

## Eksterne kilder og henvisninger
- Bibliotekets websted Arkiveret 25. december 2015 hos  Wayback Machine
- http://libguides.kadk.dk/scenekunst Arkiveret 16. april 2016 hos  Wayback Machine
- https://kadk.dk/biblioteket Arkiveret 6. januar 2016 hos  Wayback Machine

|  | Denne artikel om en bygning eller et bygningsværk kan blive bedre, hvis der indsættes et (bedre) billede. Du kan hjælpe ved at afsøge Wikimedia Commons for et passende billede eller lægge et op på Wikimedia Commons med en af de tilladte licenser og indsætte det i artiklen. |

|  | Denne artikel kan blive bedre, hvis der indsættes geografiske koordinater Denne artikel omhandler et emne, som har en geografisk lokation. Du kan hjælpe ved at indsætte koordinater i wikidata. |